# Prieuré de Changé
Fondé au XIe siècle par Guy III de Laval, le prieuré de Changé est construit par des moines de l'Abbaye Notre-Dame d'Évron, à Changé près de Laval en  Mayenne. Il dépendait de l'abbaye d'Évron. La mairie de Changé occupe l'actuel château qui fut bâti sur l'emplacement de l'ancien prieuré. Le prieuré avait pour annexes les prieurés de Saint-Germain-le-Fouilloux et de Saint-Ouen-des-Toits.

## Histoire
Le prieuré était placée parallèlement à l'ancienne église paroissiale de Changé. 
L'ex-comte et ancien maréchal de camp devenu "Citoyen Delva" acquiert le prieuré le 7 décembre 1790 par vente de Biens Nationaux. Il fait l'acquisition de la maison prieurale : elle est composée d'un principal corps de bâtiments avec deux pavillons, dont l'un, vers le nord, contenait la chapelle, et l'autre, la cuisine, du domaine et des dépendances, mais aussi de toutes les métairies, closeries et autres pescheries dont le prieuré était gérant. L'ensemble est démoli vers 1840, lors de l'extension du château détenu par la famille d'Elva par la construction d'une aile en retour au pignon nord de l'ancien prieuré.

## Liste des prieurs

### Prieurs réguliers
- Foulques de Vaux[1], à la fin du XIIIe siècle
- Pierre Garnier

### Prieurs commendataires
« Incontinent et l'an susdit. Rendit l'ame sans contredit. Le grox, gras, prieur de Changé; De Favieres, son nom Changé ». Guillaume Le Doyen
- Favières (?-1508)
- Nicolas Bourreau (?-1586)
- Etienne Le Roy (1586)
- François Vast (1586)
- Julien Courbier (1586)
- Julien Cartier (1586)
- Vincent Cougnault (1587-1591)
- Bertrand Henry (1590-1591)
- Michel Vasse (1588)
- Pierre Tanchot (1591)
- Michel Cordier (1615)
- Hector de la Tour d'Ampoigné (1636)
- J. de Goubiz (1652)
- Pierre Courcier (?-1713)
- Claude Cherrier (1713-1738)
- Joseph-François de Montecler (1738-1768)
- Jacques d'Estrées (1768-1788)
- Thomas Cooke (1788-1791)

## Source
- Louis Marie Henri Guiller, Recherches sur Changé-les-Laval, tome 1, - .